# هوول ۱۵۰۹۱
سیارک ۱۵۰۹۱ (به انگلیسی: 15091 Howell، نامگذاری:1999CM136) پانزده هزار و نود و یکمین سیارک کشف شده‌است که در ۹ فوریه ۱۹۹۹ کشف شد.
قدر مطلق سیارک برابر ۲۹.۵ است.